# Powiat nowosolski

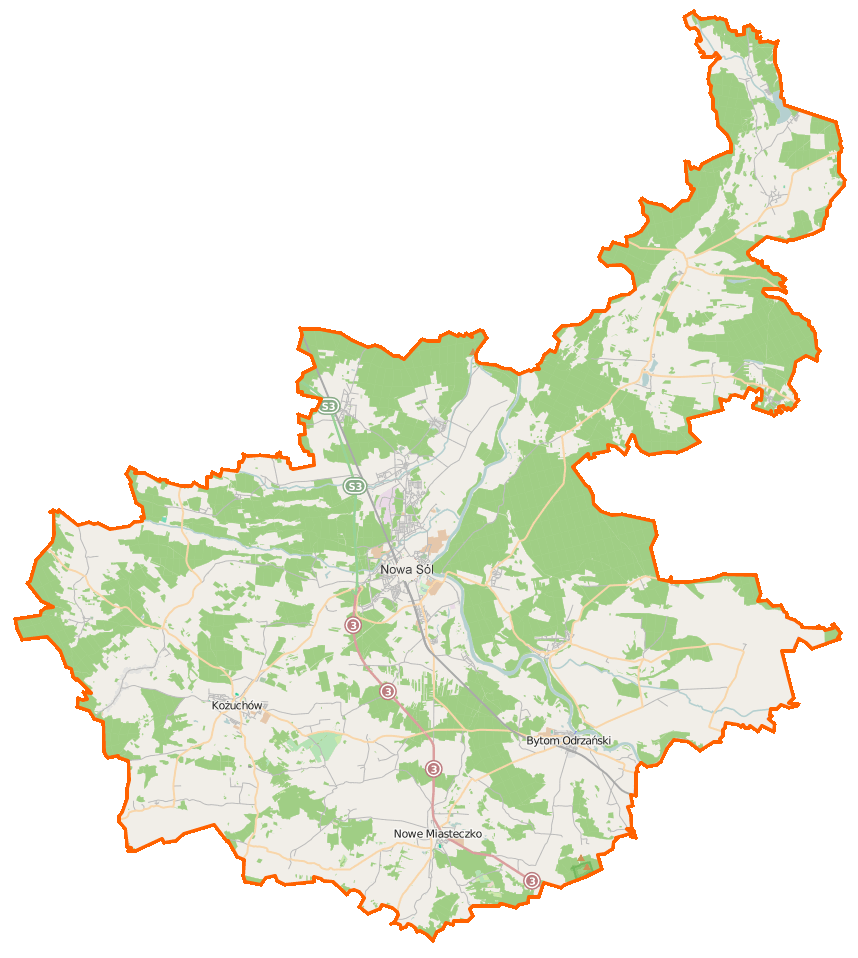
Mapa powiatu

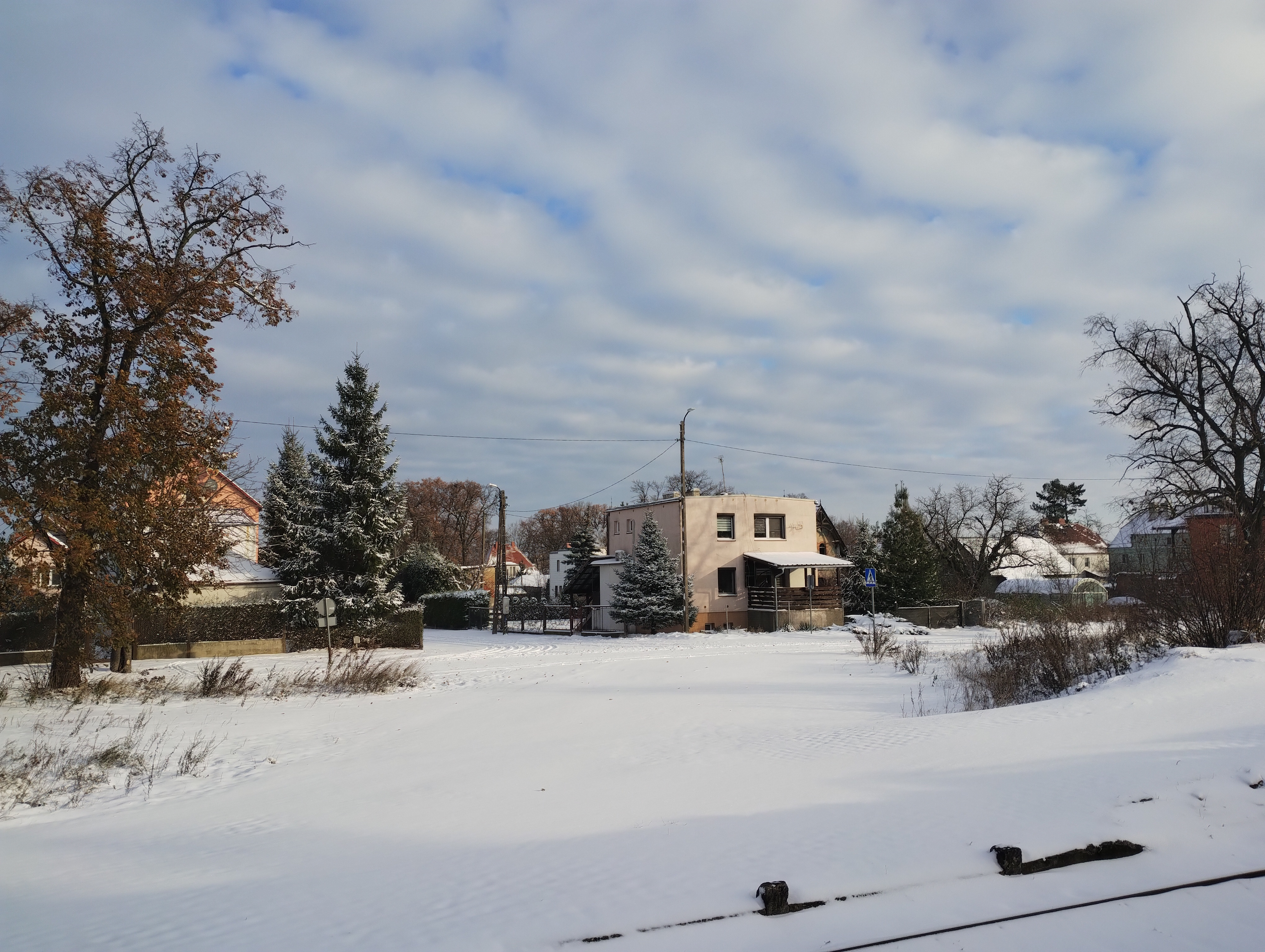
Zimowa sceneria Bytomia Odrzańskiego

Powiat nowosolski – powiat w zachodniej Polsce (województwo lubuskie), utworzony w 1999 roku w ramach reformy administracyjnej kraju. Siedzibą jego władz jest miasto Nowa Sól. Położony jest w następujących regionach fizycznogeograficznych: Obniżenie Nowosolskie, Pradolina Głogowska, Wzgórza Dalkowskie i Wał Zielonogórski nad Odrą. Bezrobocie w powiecie wynosi 5,7% (dane z lipiec 2024).
Na mocy rozporządzenia Rady Ministrów z dnia 31 maja 2001 w sprawie utworzenia, ustalenia granic i zmiany nazw powiatów oraz zmiany siedziby władz powiatu (Dz.U. z 2001 r. nr 62, poz. 631), ze wschodniej części powiatu nowosolskiego wydzielono trzy gminy (Sława, Szlichtyngowa, Wschowa), tworząc z nich powiat wschowski (funkcjonujący od 1 stycznia 2002).
Od 1 stycznia 2002 w skład powiatu wchodzą:
- gminy miejskie: Nowa Sól
- gminy miejsko-wiejskie: Bytom Odrzański, Kożuchów, Nowe Miasteczko, Otyń
- gminy wiejskie: Kolsko, Nowa Sól, Siedlisko
- miasta: Nowa Sól, Bytom Odrzański, Kożuchów, Nowe Miasteczko, Otyń

## Demografia
Liczba ludności (dane z 30 czerwca 2005):
|        | Ogółem | Ogółem | Kobiety | Kobiety | Mężczyźni | Mężczyźni |
| osób   | %      | osób   | %       | osób    | %         |           |
| ------ | ------ | ------ | ------- | ------- | --------- | --------- |
| Ogółem | 86 794 | 100    | 44 757  | 51,57   | 42 037    | 48,43     |
| Miasto | 57 420 | 66,16  | 30 013  | 34,58   | 27 407    | 31,58     |
| Wieś   | 29 374 | 33,84  | 14 744  | 16,99   | 14 630    | 16,86     |

▶Wieś vs ▶miasto
Ogółem (▶k, ▶m)
Miasto (▶k, ▶m)
Wieś (▶k, ▶m)

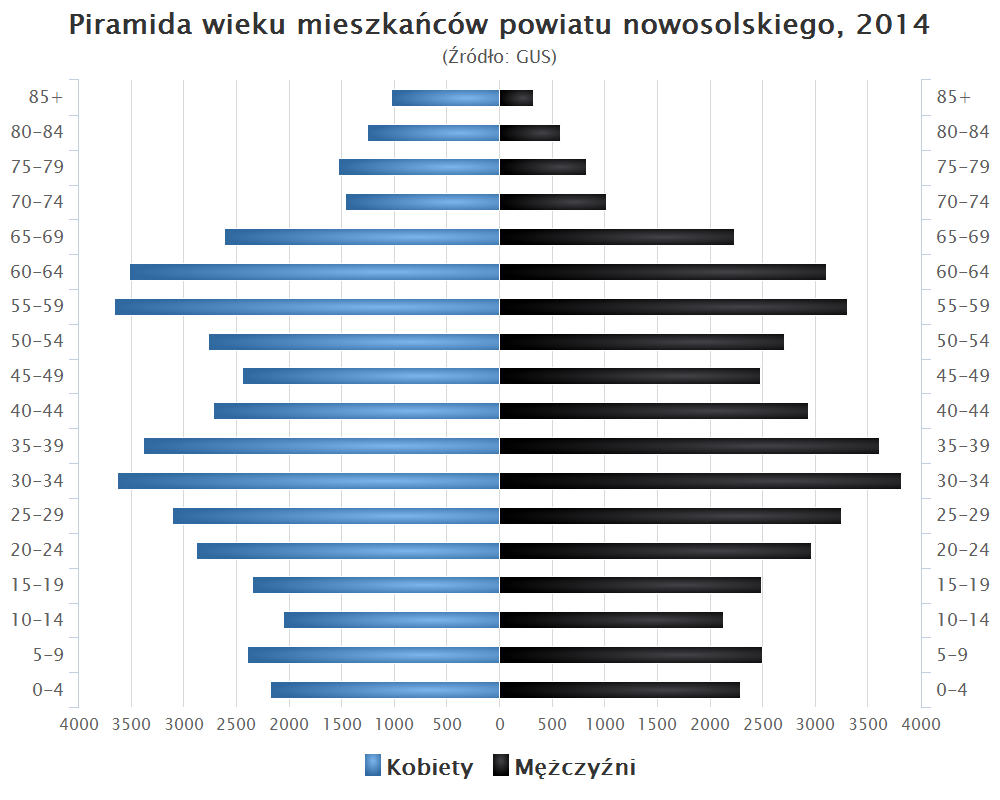
Piramida wieku mieszkańców powiatu nowosolskiego w 2014 roku

Według danych z 31 grudnia 2019 roku powiat zamieszkiwało 86 156 osób. Natomiast według danych z 30 czerwca 2020 roku powiat zamieszkiwało 86 014 osób.

## Komunikacja
- Linie kolejowe Zielona Góra – Wrocław Gł. (linia kolejowa „Odrzanka”)
- Drogi – droga szybkiego ruchu S3 oraz liczne drogi o statusie krajowym

## Starostowie nowosolscy
Na podstawie źródła:
- Andrzej Gabryszewski (1 lutego 1999 – 19 listopada 2002)
- Tadeusz Gabryelczyk (19 listopada 2002 – 28 listopada 2006)
- Małgorzata Lachowicz-Murawska (28 listopada 2006 – 7 stycznia 2011)
- Józef Suszyński (7 stycznia 2011 – 30 grudnia 2014)
- Waldemar Wrześniak (30 grudnia 2014 – 22 listopada 2018)
- Iwona Brzozowska (22 listopada 2018 – 6 maja 2024)
- Mariusz Stokłosa (6 maja 2024 – nadal)

## Sąsiednie powiaty
- powiat żagański
- powiat zielonogórski
- Zielona Góra (miasto na prawach powiatu)
- powiat wschowski
- powiat wolsztyński (wielkopolskie)
- powiat głogowski (dolnośląskie)